# Pośrednia Rywocińska Przełęcz
Pośrednia Rywocińska Przełęcz (słow. Zadné Studené sedlo, Zadné Studenovodské sedlo, niem. Hintere Kohlbachtalscharte, węg. Hátsó Tarpataki csorba) – przełęcz znajdująca się w grani Rywocin (fragment Zimnowodzkiej Grani) w słowackiej części Tatr Wysokich. Oddziela ona Wielką Rywocińską Turnię od Pośredniej Rywocińskiej Turni. Na siodło tej przełęczy nie prowadzą żadne znakowane szlaki turystyczne. Dla taterników stanowi ona dogodny dostęp do Wielkiej Rywocińskiej Turni.
Pośrednią Rywocińską Przełęcz zwano niegdyś Niżnią Rywocińską Przełęczą.
Pierwsze wejścia turystyczne:
- Alfred Martin, 21 lipca 1907 r. – letnie,
- Gyula Komarnicki, 1 lutego 1912 r. – zimowe.

Już przed wejściem Alfreda Martina przełęcz została zdobyta przez żołnierzy i oficerów przy okazji pomiarów kartograficznych w 1895 lub 1896 r.